# Józef Wiśniewski (1891–1937)
Józef Ignacy Wiśniewski (ur. 21 maja 1891 w Tarnowie, zm. 23 lipca 1937 w Częstochowie) – inspektor Straży Granicznej, działacz niepodległościowy, major piechoty Wojska Polskiego.

## Życiorys
Urodził się w Tarnowie, ówczesnym mieście powiatowym Królestwa Galicji i Lodomerii, w rodzinie Feliksa i Marii z Głowackich.
Od 1908 był czynnym członkiem Związku Walki Czynnej, a następnie Związku Strzeleckiego. W 1913 ukończył letni kurs instruktorski w Stróży. Od sierpnia 1914 walczył w szeregach 1 Pułku Piechoty, a następnie 5 Pułku Piechoty. 5 marca 1915 został mianowany podporucznikiem. W lipcu 1917, po kryzysie przysięgowym, został wcielony do armii austro-węgierskiej i skierowany na front włoski. Tam wziął czynny udział w akcji antyaustriackiej, prowadzonej przez byłych legionistów wśród austriackich żołnierzy Słowian. Zagrożony aresztowaniem i postawieniem przed sądem polowym zdezerterował, wrócił do kraju i wstąpił do Polskiej Organizacji Wojskowej.
7 maja 1919 został przyjęty do Wojska Polskiego z byłych Legionów Polskich, z zatwierdzeniem posiadanego stopnia podporucznika, zaliczony do I Rezerwy armii, z równoczesnym powołaniem do służby czynnej na czas wojny i przydzielony do 1 Pułku Piechoty Legionów z dniem 10 grudnia 1918. W czerwcu 1921 pełnił służbę w 42 Pułku Piechoty. 3 maja 1922 został zweryfikowany w stopniu kapitana ze starszeństwem z 1 czerwca 1919 i 130. lokatą w korpusie oficerów piechoty. Później został przeniesiony do 12 Pułku Piechoty w Wadowicach na stanowisko pełniącego obowiązki komendanta kadry batalionu zapasowego. 1 grudnia 1924 został mianowany majorem ze starszeństwem z 15 sierpnia 1924 i 13. lokatą w korpusie oficerów piechoty. Po awansie w dalszym ciągu pełnił służbę w 12 pp, bez określonej funkcji. W maju 1925 został przeniesiony do 84 Pułku Piechoty w Pińsku na stanowisko kwatermistrza. W maju 1927 został przeniesiony do 70 Pułku Piechoty w Pleszewie na stanowisko dowódcy I batalionu. W kwietniu 1928, w związku z likwidacją I baonu, został przesunięty na stanowisko dowódcy II batalionu. W marcu 1930 został przeniesiony do kadry oficerów piechoty z równoczesnym przeniesieniem służbowym do Powiatowej Komendy Uzupełnień Czortków na stanowisko pełniącego obowiązki kierownika I referatu administracji rezerw. Z dniem 30 czerwca 1930 został przeniesiony w stan spoczynku.
W 1931 został przyjęty do Straży Granicznej w stopniu inspektora. Pełnił kolejno służbę na stanowisku komendanta Inspektoratu Granicznego Łomża, komendanta Centralnej Szkoły Straży Granicznej i w końcu komendanta Inspektoratu Granicznego Częstochowa.
W 1934, jako oficer stanu spoczynku pozostawał w ewidencji Powiatowej Komendy Uzupełnień Warszawa Miasto III. Posiadał przydział do Oficerskiej Kadry Okręgowej Nr I. Był wówczas w grupie oficerów „pełniących służbę w Straży Granicznej”.
W styczniu 1937 ciężko zachorował. Zmarł 23 lipca tego roku w Częstochowie. Został pochowany na Cmentarzu Kule (sektor 27-Z-2).

## Ordery i odznaczenia
- Krzyż Niepodległości – 25 stycznia 1933 „za pracę w dziele odzyskania niepodległości”[18]
- Krzyż Walecznych trzykrotnie
- Złoty Krzyż Zasługi – 19 marca 1935 „za zasługi w służbie straży granicznej”[19]